# 宿弗山
宿弗山（しゅったやま）は、北海道の勇払郡むかわ町と沙流郡平取町の2町にまたがる標高867.1mの山である。山頂には三等三角点「宿弗山」が設置されている。

## 概要
夕張山地南部のハッタオマナイ岳から南に伸びる尾根上に位置する山である。山頂は867.1mのピークであるが、すぐ北には870m以上のさらに高いピークがある。
山名は南東側を流れるシュウター川の源頭でありそこから、アイヌ語の「siw-kina-ta-us-i（苦い・木・切る・いつもする・ところ）」もしくは「siw-ni-ta-us-i（苦い・草・採る・いつもする・ところ）」が短縮し「siw-ta（苦い・切る（採る）」となったと考えられている。

## 登山
平取町からは仁世宇林道・シュネナイ林道を経て天翔林道が山頂付近まで、むかわ町からは八幡越林道もしくは川東林道・富内支線もしくは川東林道・ニカタイ林道を経て和泉管理者道が山頂付近まで伸びている。むかわ町側の林道は許可が必要であるため主に平取町側から入山する。林道が解放されていれば山頂間近まで車で行くことができ、そこからは藪漕ぎをして山頂へ至る。山頂は笹に囲まれた藪の中だが山頂碑が設置されている。